# Niutōua
Niutōua es una localidad del distrito de Lapaha, en Tonga. Tiene una población de 720 habitantes en 2021.